# GNS3
GNS3 (Graphical Network Simulator) est un logiciel libre permettant l'émulation ou la simulation de réseaux informatiques.

## Programmes semblables
- Packet Tracer, de Cisco
- Junosphere, de Juniper
- eNSP, de Huawei